# Tamaqua
Tamaqua is een plaats (borough) in de Amerikaanse staat Pennsylvania, en valt bestuurlijk gezien onder Schuylkill County.

## Demografie
Bij de volkstelling in 2000 werd het aantal inwoners vastgesteld op 7174.
In 2006 is het aantal inwoners door het United States Census Bureau geschat op 6696, een daling van 478 (-6.7%).

## Geografie
Volgens het United States Census Bureau beslaat de plaats een oppervlakte van
25,8 km², waarvan 25,5 km² land en 0,3 km² water. Tamaqua ligt op ongeveer 221 m boven zeeniveau.

## Plaatsen in de nabije omgeving
De onderstaande figuur toont nabijgelegen plaatsen in een straal van 8 km rond Tamaqua.